# Хиккокс, Чарльз
Чарльз Бью́кенен «Чарли» Хи́ккокс (англ. Charles Buchanan Hickcox, 6 февраля 1947, Финикс, Аризона, США — 15 июня 2010, Сан-Диего, Калифорния, США) — американский пловец, трёхкратный олимпийский чемпион 1968 года, экс-рекордсмен мира на нескольких дистанциях.
На Играх в Мехико в 1968 году завоевал золото в комплексном плавании на дистанциях 200 и 400 м (2.12,0 и 4.48,4) и в комбинированной эстафете 4×100 м (в которой команда США установила мировой рекорд — 3.54,9); «серебро» — на дистанции 100 м на спине (1.00,2). 
Победитель Панамериканских игр 1967 на дистанции 200 м на спине (1.01,19) и в эстафете 4×200 м вольным стилем. Обладатель 4 золотых медалей на летней Универсиаде 1967 года в Токио.
Установил мировые рекорды в плавании на дистанциях: 100 м на спине — 59,3, 59,1 (1967); 200 м на спине — 2.04,9 (1967); 200 м комплексным плаванием — 2.10,6 (1968); 400 м комплексным плаванием — 4.39,0 (1968). 
В 1968 году был признан «Пловцом года», в 1976 году его имя было включено в Международный Зал славы плавания.
Был женат на олимпийской чемпионке 1964 года по прыжкам в воду с 10-метровой вышки Лесли Буш.